# Rumischweiler
Rumischweiler ist ein 1593 genannter Weiler, der vermutlich auf dem Gebiet der heutigen Stadt Welzheim im baden-württembergischen Rems-Murr-Kreis lag. Von der Wüstung haben sich keine Reste erhalten.

## Lage und Geschichte
Von Rumischweiler haben sich nur wenige Nachrichten erhalten. Die genaue Lage des ehemaligen Weilers ist unklar. Das landeskundliche Informationssystem LEO-BW verortet die Siedlung auf der Gemarkung des heutigen Welzheim. 1593 erscheint der Weiler auf einer Karte von Georg Gadner. Nach dieser Karte lag Rumischweiler zwischen Kallenberg in Gemeinde Althütte und dem zu Rudersberg gehörenden Oberndorf.